# Бонифати
Бонѝфати (на италиански: Bonifati, на местен диалект Bunìfati, Бунифати) е малко градче и община в Южна Италия, провинция Козенца, регион Калабрия. Разположено е на 425 m надморска височина. Населението на общината е 2887 души (към 2012 г.).